# Phyllodon henkeli
Phyllodon henkeli Thulborn, 1975 [nomen dubium] è un dinosauro erbivoro, probabilmente appartenente agli ornitopodi. Visse nel Giurassico superiore (Kimmeridgiano, circa 155 milioni di anni fa) e i suoi resti fossili sono stati ritrovati in Portogallo.

## Descrizione
Non è possibile una ricostruzione dettagliata di Phyllodon (il cui nome deriva dal greco e significa "dente a foglia") a causa dell'estrema scarsità di fossili; come tutti gli ipsilofodonti, però, questo animale doveva essere uno snello bipede dalle lunghe zampe posteriori, e si suppone che un adulto potesse superare di poco il metro di lunghezza. La sua somiglianza con i nordamericani Nanosaurus e Drinker è un altro tassello che collega le faune a dinosauri portoghesi con quelle contemporanee nordamericane (Mateus, 2006).

## Tassonomia
Questo dinosauro è conosciuto solo per alcuni denti fossili e, probabilmente, per alcune mandibole parziali. I primi fossili descritti furono due denti, uno inferiore e uno superiore, ritrovati in una miniera di lignite presso la città di Leiria (Thulborn, 1973). Nello studio Phyllodon venne considerato un rappresentante degli ipsilofodontidi, e venne presentata una ricostruzione ipotetica della disposizione dei denti. In uno studio successivo riguardante gli ipsilofodonti nordamericani, Peter Galton notò come i denti di Phyllodon fossero simili a quelli di un altro piccolo erbivoro poco conosciuto, proveniente dagli Stati Uniti, Nanosaurus. Secondo Galton, Phylodon era un ipsilofodonte, a causa dell'asimmetria in vista frontale e posteriore del dente inferiore (Galton, 1983). Attualmente la famiglia degli ipsilofodontidi non è più considerata un gruppo tassonomico valido, ma un insieme eterogeneo di piccoli ornitopodi via via più derivati (evoluti).
Data la scarsità del materiale fossile, Phyllodon è stato spesso considerato un ornitopode basale di dubbia identità e dalle affinità incerte. Tuttavia, altro materiale che potrebbe appartenere a questo genere è stato scoperto nella località originaria: si tratta di più di 120 denti (provenienti da tutte le parti delle fauci) e quattro mandibole parziali, prive però di denti. Oliver Rauhut, che descrisse il materiale, identificò le mandibole come appartenenti a Phyllodon poiché non vi erano altri dinosauri simili nella stessa località. I denti erano molto piccoli (fino a 3 millimetri di diametro), e probabilmente appartenenti ad esemplari giovani. Secondo lo studio (Rauhut, 2001) i denti avevano caratteri diagnostici che permetterebbero di considerare valido il genere Phyllodon: i denti della mascella, ad esempio, erano molto alti. Dopo aver eseguito una comparazione con altri "ipsilofodonti", Rauhut concluse che l'animale più simile a Phyllodon potrebbe essere stato Drinker, del Giurassico superiore della formazione Morrison (Stati Uniti). Anche Galton, in una pubblicazione del 2006, considerò i due generi strettamente correlati, assieme a Nanosaurus.